# Damianowo
Damianowo – wieś w Polsce położona w województwie dolnośląskim, w powiecie średzkim, w gminie Udanin.

## Podział administracyjny
W latach 1975–1998 miejscowość administracyjnie należała do województwa legnickiego.
Przed 1945 r. w powiecie strzegomskim.

## Nazwa
W kronice łacińskiej Liber fundationis episcopatus Vratislaviensis (pol. Księga uposażeń biskupstwa wrocławskiego) spisanej za czasów biskupa Henryka z Wierzbna w latach 1295–1305 miejscowość wymieniona jest w zlatynizowanej formie Damiani villa czyli Wieś Damiana.

## Zabytki
Do wojewódzkiego rejestru zabytków wpisane są:
- kościół pw. św. Michała Archanioła, wzmiankowany w 1318 r. - XIV w., obecny gotycki wzniesiono około 1500 r., powiększony o zakrystię i przebudowany w drugiej połowie XVII w., restaurowany w XIX w., orientowany, murowany, jednonawowy, z węższym prezbiterium nakrytym sklepieniem krzyżowo-żebrowym wspartym na dekoracyjnych konsolach. We wnętrzu barokowy ołtarz oraz szereg płyt nagrobnych z XVI-XVIII w. Mury wzniesione z łupków kamiennych, w latach 90. XX wieku wzmocnione (skręcone) śrubami z powodu powiększających się spękań. W ostatnich latach remontowany
- cmentarz przykościelny
- cmentarz parafialny, z 1888 r.
- zespół dworski:
  - dwór, obecnie ruina, z XVIII w. wznosił się na górce, jeszcze za czasów Damianowa Wielkiego
  - owczarnia, obecnie obora, z 1823 r.
  - park krajobrazowy, z początku XIX w.
- zadrzewienie dębowe, okalające teren dawnych łąk dworskich, z drugiej połowy XVIII w.

Na wzgórzu Damianek (284 m n.p.m.) nieopodal wsi zachowane ruiny ceglanej wieży widokowej, prawdopodobnie z poł. XIX w.